# Le Chemin du serpent (film, 1986)
Ne pas confondre avec le roman Le Chemin du serpent, dont le film objet du présent article est l'adaptation.
Pour plus de détails, voir Fiche technique et Distribution.
Le Chemin du serpent (Ormens väg på hälleberget) est un film suédois réalisé par Bo Widerberg, sorti en 1986.

## Fiche technique
Sauf indication contraire, les informations mentionnées dans cette section peuvent être confirmées par les bases de données cinématographiques  présentes dans la section « Liens externes ».
- Titre : Le Chemin du serpent
- Titre original : Ormens väg på hälleberget
- Réalisation : Bo Widerberg
- Scénario : Bo Widerberg, d'après le roman hoonyme de Torgny Lindgren
- Musique : Stefan Nilsson
- Direction de la photographie : Jörgen Persson
- Décors : Pelle Johansson
- Costumes : Inger Pehrsson
- Montage : Bo Widerberg
- Production : Göran Lindström
- Sociétés de production : Crescendo Film, SVT Drama, Svensk Filmindustri et Svenska Filminstitutet
- Société de distribution : Svensk Filmindustri
- Pays de production :  Suède
- Genre : drame
- Format : couleur
- Durée : 111 minutes
- Dates de sorties :
  - Suède : 25 décembre 1986
  - France : 9 novembre 1988

## Distribution
Sauf indication contraire, les informations mentionnées dans cette section peuvent être confirmées par les bases de données cinématographiques  présentes dans la section « Liens externes ».
- Stina Ekblad : Tea Alexisdotter
- Stellan Skarsgård : Karl Orsa Markström
- Reine Brynolfsson : Jani
- Pernilla Östergren : Eva
- Tomas von Brömssen : Jacob
- Pernilla Wahlgren : Johanna
- Ernst Günther : Ol Karlsa
- Birgitta Ulfsson : la grand-mère
- Johan Widerberg : Jani enfant
- Melinda Kinnaman : Eva enfant

## Distinction
Sauf indication contraire, les informations mentionnées dans cette section peuvent être confirmées par les bases de données cinématographiques  présentes dans la section « Liens externes ».
- Prix Guldbagge 1987 : meilleure actrice pour Stina Ekblad